# Apodulu
Apodulu o Apodoulou (en griego, Αποδούλου) es una localidad de Grecia ubicada en la isla de Creta, en la zona meridional del macizo del monte Psiloritis. Pertenece a la unidad periférica de Rétino, al municipio de Amari y a la unidad municipal de Kurites. En el año 2011 contaba con una población de 253 habitantes.

## Yacimiento arqueológico
A 1 km aproximadamente de este pueblo hay un yacimiento arqueológico con restos de la civilización minoica. Se trata de un lugar ubicado en medio de los centros palaciales de Festo y de Monastiraki.
John Pendlebury fue el primero que informó de algunos hallazgos con inscripciones en lineal A en este lugar que se produjeron a principios de la década de los años 30. En 1934 excavó el lugar Spyridon Marinatos y también hubo excavaciones de arqueólogos alemanes durante la Segunda Guerra Mundial. A partir de 1985 se han realizado nuevas excavaciones por un equipo de arqueólogos greco-italiano dirigido por Louis Godart y Yannis Tzedakis y respaldado por la Universidad de Nápoles Federico II. 
En las excavaciones llevadas a cabo por Marinatos, este halló los restos de una villa minoica que floreció en torno al año 1600 a. C. además de otros restos como grandes jarrones que se usaban para almacenar aceite de oliva, un ritón en forma de cabeza de toro, una doble hacha de bronce y otra de oro y una inscripción en lineal A en dos trozos de cerámica de una misma copa que interpretó como un texto de contenido religioso. Los arqueólogos alemanes hallaron otra inscripción en lineal A. Las últimas excavaciones han sacado a la luz los restos de un asentamiento que tuvo su apogeo en el periodo protopalacial (2100-1600 a. C.) El lugar sufrió una destrucción por el fuego causado probablemente por un terremoto a fines del siglo XIX o principios del XVIII a. C., entre cuyos restos se han encontrado jarras de terracota sobre fogones que indican que se estaban cocinando alimentos en el momento del desastre. El asentamiento fue reconstruido y perduró durante el periodo neopalacial. En varios lugares situados a escasos kilómetros de este asentamiento se han hallado algunas tumbas abovedadas pertenecientes al siglo XIII a. C. con algunos objetos de ajuar funerario como cerámica, herramientas y joyas.